# Verlag rosa Winkel
Der Verlag rosa Winkel war der erste Verlag der Nachkriegszeit im deutschsprachigen Raum, der sich speziell schwulen Themen widmete. Er wurde 1975 in Berlin mit der Intention, für die Schwulenbewegung relevante Texte zugänglich zu machen, gegründet. Später brachte er vor allem viele historisch wichtige Werke heraus.
Der rosa Winkel war das Kennzeichen schwuler KZ-Häftlinge und das Symbol der europäischen Schwulenbewegung in den 1970er Jahren.

## Verlagsgeschichte
Der Verlag rosa Winkel wurde 1975 in Berlin von Volker Bruns und Peter von Hedenström, beide Mitglieder der Homosexuellen Aktion Westberlin (HAW), gegründet. (Letzterer hat auch im November 1978 mit Christian von Maltzahn, Lothar Lang und Michael Keim mit Prinz Eisenherz Deutschlands ersten schwulen Buchladen eröffnet.) Ziel war es, Texte herausbringen zu können, welche in der damals existierenden, bürgerlich geprägten und homosexuellen Themen nicht besonders aufgeschlossenen Verlagslandschaft keine Chance auf Veröffentlichung hatten. In den Anfangsjahren wechselte die Führung des Verlages. Zeitweise gehörten ihr Elmar Kraushaar und Erich Hoffmann an. Ab 1978 lag die Verlagsleitung bei Egmont Fassbinder (* 26. Juli 1945 in Kippenheim; † 15. Mai 2023), bis 1981 zusammen mit Hans Hütt. Egmont Fassbinder war führender Kopf der Berliner Schwulenszene, die sich in der HAW (Homosexuelle Aktion Westberlin) organisiert hatte, und ist ein Cousin Rainer Werner Fassbinders.
Im Jahre 2001 erschien der letzte Titel des Verlags. 2005 wurde die GmbH aus dem Handelsregister gestrichen.
Der Männerschwarm Verlag setzte 2001 mit Band 26 die am Schnittpunkt von Geschichte und Literatur angesiedelte Reihe Bibliothek rosa Winkel fort. 2006/2007 übernahm er auch den Buchbestand des Verlages. Dadurch sind die Bücher wieder erhältlich.

## Veröffentlichte Werke

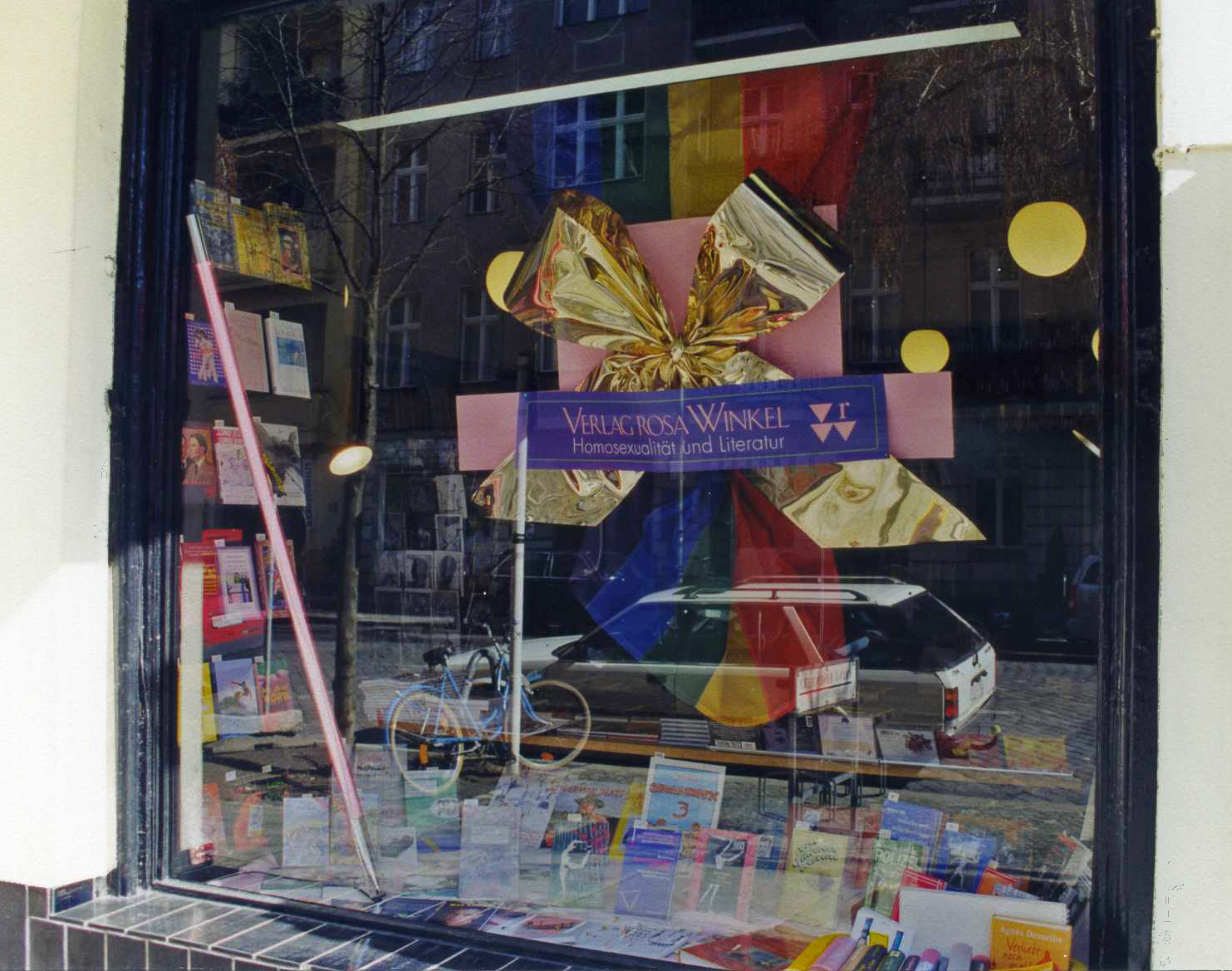
Bücher des Verlags rosa Winkel im Schaufenster des Berliner Buchladens Prinz Eisenherz, 2000

Als erstes und einziges Buch kam im Gründungsjahr das Buch Tuntenstreit. Theoriediskussion der Homosexuellen Aktion Westberlin heraus. 1976 erschien mit Hoffentlich sind die Jungs auch pünktlich ein kleines Werk über Darstellung und Selbstdarstellung des homosexuellen Witzes. Neben Werken zur jeweils aktuellen Theoriendiskussion der Schwulenbewegung wurden vor allem auch Klassiker aus der ersten Welle der Schwulenbewegung vor dem Zweiten Weltkrieg, oft kommentiert und mit informativen Einleitungen versehen, als Nachdruck veröffentlicht. Darunter befanden sich die Werke von Heinrich Hössli, Karl Heinrich Ulrichs, Karl Maria Kertbeny und Magnus Hirschfeld, den Vorkämpfern und Pionieren der ersten Welle der Schwulenbewegung, sowie alte Belletristik wie Die Sünde von Sodom, die angeblichen Memoiren eines viktorianischen Strichers und Werke von Elisarion von Kupffer und John Henry Mackay.
Viele Werke davon erschienen seit 1991 in der vom Historiker Wolfram Setz herausgegebenen Reihe Bibliothek Rosa Winkel. Weitere Buchreihen waren Homosexualität und Literatur, Sozialwissenschaftliche Studien zu Homosexualität, Hefte des Schwulen Museums, Klappentexte, Lebensgeschichten, Schwule Texte sowie Aus dem Archiv der Schwulenbewegung.
Im Sachbuchbereich erschien 1978 der erste schwule Gesundheitsratgeber Sumpf Fieber. Medizin für schwule Männer. und erlebte mehrere Nachauflagen. 1982 folge Recht schwul: Rechtsratgeber für Schwule. Später wurden unter anderem wichtige Forschungsarbeiten veröffentlicht wie zum Beispiel die Monographie Die Verfolgung der Homosexuellen in der NS-Zeit. Zahlen und Schicksale aus Norddeutschland von Rainer Hoffschildt, weitere Werke über Homosexuelle während der Zeit des Nationalsozialismus sowie die Arbeit von Hubert Kennedy zum Thema Der Kreis  und Arbeiten von Volkmar Sigusch.
Das Belletristikprogramm umfasst international renommierte Autoren und Werke von Yves Navarre, Felix Rexhausen, Elmar Kraushaar, Friedrich Kröhnke und Michael Sollorz.
Auch Unterhaltsames kam heraus, darunter der in mehreren Auflagen verlegte Klassiker Elvira auf Gran Canaria von Elvira Klöppelschuh (Pseudonym für Hans-Georg Stümke), eine andere Art Reiseführer mit liebevoll-spöttischem Blick auf schwules Leben und Treiben. 1980 erschien als Parodie auf den Struwwelpeter Der Schwuchtelpeter oder lustige Geschichten und schrullige Bilder von Stefan. 1981, im selben Jahr wie Berlin von hinten, das erste Werk des Bruno Gmünder Verlags, erschien das schwule Stadtbuch Hamburg ahoi! Der schwule Lotse durch die Hansestadt. Nach einzelnen Werken in verschiedenen Underground- und Szenemagazinen erschien 1981 beim Verlag mit SchwulComix der erste Comic-Band von Ralf König in einer Auflage von 2000 Stück. Unter demselben Titel erschienen bis 1986 noch drei weitere Bände. Zeitgleich zum ersten Comic-Band von Ralf König erschien unter dem Autorennamen Wolf Müll auch ein experimentelles Comic-Heft des Musikers (Die Tödliche Doris), Künstlers und Autors Wolfgang Müller mit dem Titel Comic Trips.
Als letztes Buch erschien 2001 Das Mutterhaus, ein historischer Rückblick über das Hotel Deutsche Eiche, einen der ältesten Treffpunkte der homosexuellen Szene in München.